# Вълкоянево
Вълкоянево или Вълкояново (на гръцки: Λύκοι, Лики, до 1926 година Βουλκογιάννοβον, Волкояновон) е село в Република Гърция, в дем Воден, област Централна Македония.

## География
Селото се намира на 7 километра северозападно от демовия център Воден (Едеса), на 680 m надморска височина в склоновете на планината Нидже.

## История

### В Османската империя
В края на XIX век Вълкоянево е чисто българско село във Воденска каза на Османската империя. В „Етнография на вилаетите Адрианопол, Монастир и Салоника“, издадена в Константинопол в 1878 година и отразяваща статистиката на населението от 1873 година, Волкояново (Volcoyanovo) е посочено като село с 36 къщи и 204 жители българи. Според статистиката на Васил Кънчов („Македония. Етнография и статистика“) в 1900 година във Вълкоянево живеят 300 жители българи. Селото е чисто екзархийско. По данни на секретаря на екзархията Димитър Мишев („La Macédoine et sa Population Chrétienne“) в 1905 година във Волкояново (Volkoyanovo) има 264 българи екзархисти и работи българско училище.
При избухването на Балканската война в 1912 година един човек от Вълкоянево е доброволец в Македоно-одринското опълчение.

### В Гърция
През Балканската война в селото влизат гръцки войски и след Междусъюзическата Вълкоянево остава в Гърция. Боривое Милоевич пише в 1921 година („Южна Македония“), че Вълкоянево (Влькојанево) има 15 къщи на християни славяни.
Част от българското му население се изселва и на негово място са настанени 92 гърци бежанци. В 1926 година селото е прекръстено на Лики. В 1928 година Вълкоянево е представено като смесено местно-бежанско с 23 бежански семейства и 96 души бежанци. Част от бежанците през 30-те години се изселват от Вълкоянево.
През Втората световна война в селото е установена българска общинска власт.
Много жители на Вълкоянево взимат участие в Гражданската война (1946 - 1949) на страната на Демократичната армия на Гърция и селото се разпада. След нормализацията на положението, част от жителите се завръщат в селото.
Селяните се занимават предимно със скотовъдство, но също така се произвеждат и качествени череши.
| Година    | 1913 | 1920 | 1928 | 1940 | 1951 | 1961 | 1971 | 1981 | 1991 | 2001 | 2011 | 2021 |
| --------- | ---- | ---- | ---- | ---- | ---- | ---- | ---- | ---- | ---- | ---- | ---- | ---- |
| Население | 181  |      | 228  | 217  | 114  | 128  | 63   | 74   | 75   | 64   | 65   | 74   |

## Личности
Родени във Вълкоянево
- Ташко Костадинов (Динев) Майнов (1879 – след 1943), български революционер от ВМОРО